# 德賴特 (紐約州)
德賴特（英語：DeRuyter）是一個位於美國紐約州麥迪遜縣的鎮。

## 人口
根據2020年美國人口普查的數據，德賴特的面積為134.14平方千米，當中陸地面積為129.35平方千米，而水域面積為4.79平方千米。當地共有人口1276人，而人口密度為每平方千米10人。